# Roland Günther
Roland Günther (Zwingenberg, Hessen, 11 de desembre de 1962) va ser un ciclista alemany, que fou professional entre 1987 i 1993. Va combinar la carretera amb la pista, especialitat en la qual aconseguí els majors èxits com la medalla de bronze als Jocs Olímpics de Los Angeles i les 3 medalles als Campionats del món.

## Palmarès en pista
- 1983
  -  Campió del món de Persecució per equips (amb Rolf Gölz, Gerhard Strittmatter i Michael Marx)
- 1984
  -  Medalla de bronze als Jocs Olímpics de Los Angeles en Persecució per equips (amb Reinhard Alber, Rolf Gölz i Michael Marx)
- 1987
  - Campió d'Europa de Madison (amb Volker Diehl)
- 1989
  -  Campió d'Alemanya de persecució
- 1990
  - 1r als Sis dies de Bremen, amb Danny Clark
  - 1r als Sis dies de Gant (amb Danny Clark)
- 1992
  -  Campió d'Alemanya de mig fons

## Palmarès en ruta
- 1987
  - 1r al Berliner Etappenfahrt
  - Vencedor d'una etapa del Tour de Loir i Cher
- 1988
  - Vencedor d'una etapa de la Coors Classic
- 1989
  - Vencedor d'una etapa de la Redlands Classic
- 1992
  - Vencedor d'una etapa de la International Cycling Classic